# География Уганды

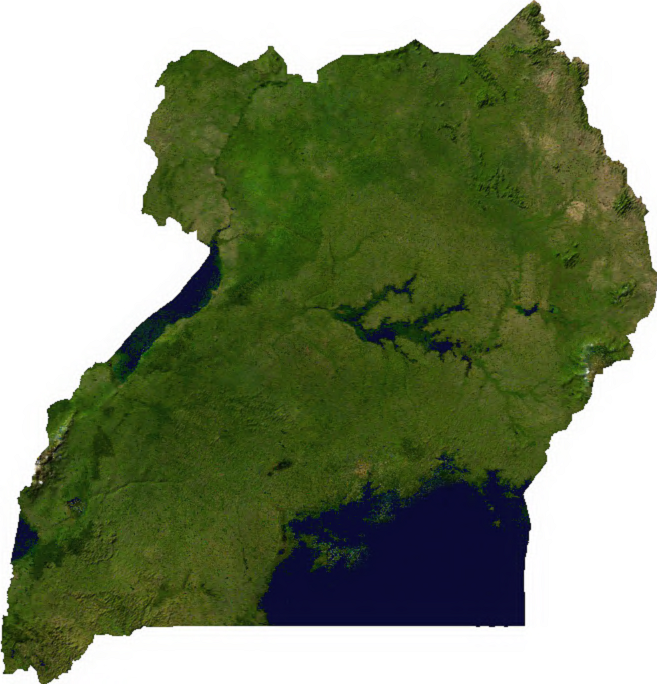
Спутниковый снимок Уганды

Уга́нда — страна в Восточной Африке.
Общая площадь Уганды 236 040 км² (из них суша — 199 710 км², вода — 36 330 км²).

## Границы
Общая протяженность границ — 2690 км. На севере Уганда граничит с Южным Суданом, на востоке — с Кенией, на юге — с Танзанией и Руандой, на западе — с Демократической Республикой Конго. Протяженность границ с Демократической Республикой Конго — 765 км, Кенией — 933 км, Руандой — 169 км, Южным Суданом — 435 км, Танзанией — 396 км. Выхода к морю у Уганды нет.

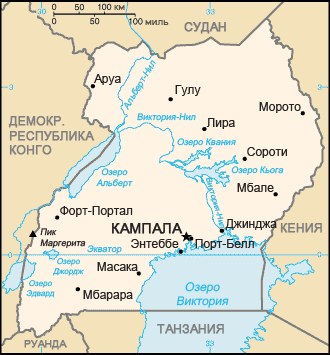
Карта Уганды

## Рельеф
В рельефе Уганды преобладают возвышенные (высота 1100—1500 метров) слабоволнистые равнины с островными горами, расчленённые неглубокими долинами с плоскими аллювиальными днищами. На юго-востоке в плоском прогибе лежит озеро Виктория (Уганде принадлежит лишь северная часть). Вдоль западной окраины протягивается грабен, являющийся часть Восточно-Африканской рифтовой системы. Его днище занято озёрами Эдуард и Альберт, окружёнными аллювиальными равнинами (высота 600–900 метров). Между озёрами на границе Уганды с Демократической Республикой Конго расположен горный массив Рувензори. Здесь находится высшая точка страны — гора Маргерита (5109 метров). В юго-западной части страны, по границе с Руандой, расположены потухшие вулканы группы Вирунга; в восточной части, вдоль границы с Кенией, – потухший вулкан Элгон (4221 метр), горы Морото (3084 метра), Кадам, Морунголе.

## Гидрология
Почти вся территория Уганды относится к бассейну реки Нил, пересекающей страну с юга на север; вытекает из озера Виктория под названием Виктория-Нил, затем река проходит через озеро Кьога, впадает в северную часть озера Альберт, после которого течёт под название Альберт-Нил. Озёра Эдуард, Альберт, Джордж, Виктория, Кьога, Бисина, Кваниа связаны между собой реками и протоками. На востоке Уганды находится область внутреннего стока. На юго-западе расположены вулканические озёра. Для судоходства доступны озёра и отдельные участи Нила.

## Климат
На территории Уганды климат субэкваториальный с незначительными колебаниями температуры и осадков. Среднемесячные температуры варьируются от 18 до 35 °C (минимальные от 8 до 23 °C). Во многих района климат значительно смягчает высота местности. Количество осадков от 750 мм в год в северо-западной части страны, до 1500 мм и более на побережье озера Виктория, в окрестностях вулкана Элгон, горы Рувензори. Северная часть страны —представляет область семиаридного климата с частым дефицитом осадков (сухой сезон длится с ноября по март), южная — зона гумидного климата (максимумы осадков с марта по май и с августа по ноября ); недостаток увлажнения отмечается в периоды с декабря по февраль и с июня по сентябрь. Для Уганды характерна высокая относительная влажность воздуха (70—100 %) в продолжение всего года.

## Растительный и животный мир

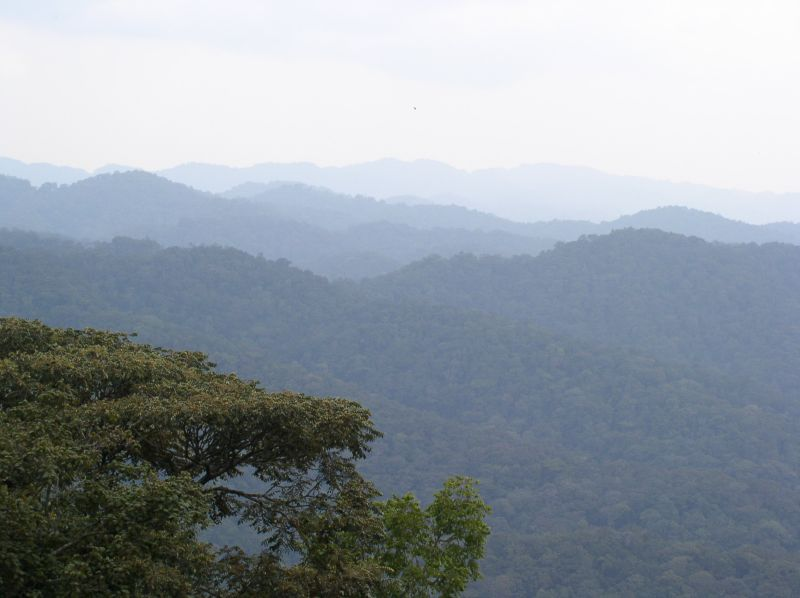
Горы, покрытые лесом

Уганда входит в десятку стран мира с богатейшим биологически разнообразием. В составе фауны и флоры насчитывается около 19 000 видов.
Растительность сильно трансформирована: 38 % территории страны заняты пашнями и плантациями, около 23 % занимают высокотравные саванны, 12 % — листопадно-вечнозелёные и вечнозелёные леса (в 1990-е годы — 24 %). Влажные вечнозелёные леса сохранились в основном на нижних склонах высоких гор, выше их сменяют заросли древовидного вереска и бамбука, затем афро-альпийские луга с лобелиями и древовидными крестовниками. 11 % территории страны приходится на водно-болотные угодья , 1/5 часть их постоянно затапливается; здесь распространены тростник, папирус, болотные травы.

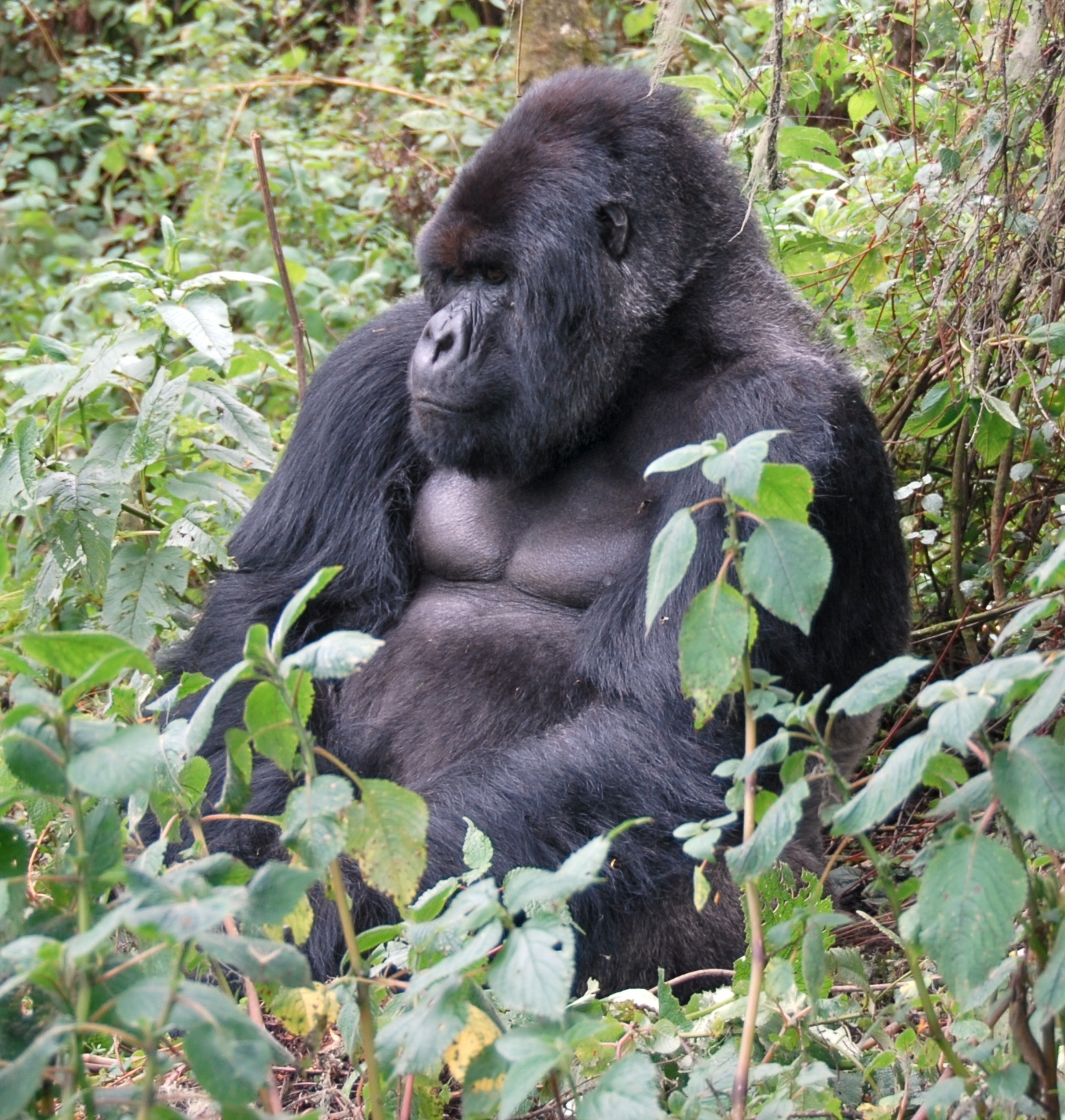
Горная горилла в национальном парке «Непроходимый лес Бвинди»

Животный мир очень разнообразен. Здесь обитают 39 % всех видов африканских млекопитающих, в том числе слоны, носороги, леопарды, бегемоты, буйволы, несколько видов антилоп, львы, жирафы, обезьяны (в том числе 54 % мировой популяции горилл).1093 вида птиц (в том числе страусы, кустарниковые сорокопуты, турачи, китоглавы, бюльбюли, секретари) — (50 % птиц континента), 86 видов амфибий (19 % всех африканских видов); большое количество рептилий (крокодилы, змеи), насекомых (из них 1249 видов бабочек), в том числе опасных для человека ( малярийный комар, муха симулиум, муха цеце). Богата ихтиофауна (около 600 видов), в том числе нильский окунь, африканский карп, протоптерус.
18,7 % площади страны заняты охраняемыми территориями. Крупнейшие национальные парки: Водопады Мерчисон, Карума, Долина Кидепо, Лес Кибале. В список Всемирного наследия ЮНЕСКО входят национальные парки Рувензори и Бвинди. В Рамсарский список включены 17 % всех водно-болотных угодий.

## Административное деление
В административно-территориальном отношении Уганда разделена на 4 области (regions): Центральная, Восточная, Северная и Западная. Области включают 111 округов (districts), отдельно выделен 1 столичный округ — город Кампала.